# Second Severn Crossing
Second Severn Crossing (wal. Ail Groesfan Hafren), oficjalnie Prince of Wales Bridge (wal. Pont Tywysog Cymru) – most autostradowy, którym prowadzi autostrada M4 nad rzeką Severn między Anglią i Walią. Został otwarty 5 czerwca 1996 przez Karola, księcia Walii, by zwiększyć przepustowość oryginalnego mostu Severn Bridge zbudowanego w 1966 roku. Most wyznacza granicę pomiędzy rzeką Severn, a jej estuarium.
Most ma długość 5128 m, a jego najdłuższe przęsło 456 m.

## Opłaty
Na moście od momentu jego powstania pobierane było myto, aczkolwiek jedynie od kierowców jadących w stronę Walii. W 2017 roku podano do wiadomości publicznej plany zniesienia poboru opłat. Pierwotnie miało do tego dojść wraz z końcem 2018 roku, później przyspieszono realizację do 17 grudnia.
Ostatecznie 17 grudnia 2018 roku całkowicie zniesiono pobór opłat, zarówno za przejazd Prince of Wales Bridge jak i starszą przeprawą Severn Bridge.

## Nazwa mostu
Przeprawa w latach 1996 – 2018 istniała jako Second Severn Crossing (wal. Ail Groesfan Hafren). 5 kwietnia 2018 roku ogłoszono zmianę nazwy na Prince of Wales Bridge. Mimo krytyki ze strony opinii publicznej oraz niektórych polityków 2 lipca odbyła się ceremonia nadania nowej nazwy dla mostu.